# Henry Bergasse (négociant)
Pour les articles homonymes, voir Henry Bergasse et Bergasse.
Henry Bergasse, né à Marseille le 5 juin 1821 et décédé dans la même ville le 9 mai 1901, est un négociant et armateur marseillais. Il est notamment à l'origine de la création en 1867 de la Société de la Raffinerie de Saint-Louis, société anonyme qui deviendra par la suite la Générale Sucrière.

## Biographie

### Situation familiale
La famille paternelle d'Henry Bergasse est originaire de Tarascon-sur-Ariège. Son arrière grand-père Joachim Bergasse (1707-1774) s'installe à Lyon dans le commerce des vins. Son grand père Henri Joachim Bergasse (1747-1812), frère de l'homme politique Nicolas Bergasse et du négociant et banquier Alexandre Bergasse, s'installe à Marseille en 1781. Son père Henry Bergasse (1783-1867), époux d'Amélie de Mauduit a neuf enfants (quatre garçons et cinq filles) : Henry Bergasse (1821-1901) est l'aîné des garçons.
Le 28 octobre 1854 il épouse à Marseille sa cousine Adeline Salzani qui lui donnera huit filles dont deux moururent en bas âge. Son frère Alexandre (1830-1918) épousera la sœur de sa femme, Eugénie Salzani ; un petit fils d'Alexandre est le député Henry Bergasse (1894-1977).

### Le négociant
Henry Bergasse commence ses études au lycée Thiers de Marseille mais il doit les interrompre à l'âge de seize ans pour se consacrer au commerce en effectuant un stage dans la maison de Wulfran Puget. Après un séjour de quelques mois en Angleterre  il entre en 1840 dans l'entreprise d'exportation de vins de son père ; ce dernier se retire en 1854 et laisse son fils âgé de trente trois ans à la tête de l'entreprise. Au négoce des vins avec l'Inde, la Chine, les îles de l'océan indien et l'Amérique du Sud, Henry Bergasse y joint très vite une activité d'armement pour satisfaire les besoins de son commerce. Il achète des voiliers, mais sa flotte n'est pas considérable : cinq voiliers en 1860, quatre en 1873 et deux seulement en 1879. Il est un des fondateurs des plus grandes entreprises marseillaises dont notamment la Société marseillaise de crédit en 1865 et les Raffineries de Saint-Louis (sucre) en 1867 aux côtés de Joseph Bonnasse. Il préside plusieurs sociétés : La Compagnie des Vapeurs de Charge, la Compagnie des Docks, la Société immobilière, les Huileries et Savonneries méridionales. Il est administrateur de la Société des Grands Travaux de Marseille, des Mines des Alpes, des Forges et Chantiers de la Méditerranée, de la Compagnie Générale des Pétroles, de la Société des Produits chimiques du Midi et des Messageries maritimes.

### L'homme de convictions
Malgré sa réussite et sa richesse, Henry Bergasse aime mener une vie simple dans son hôtel particulier situé au no 62 du cours Pierre-Puget. Issu d'une famille profondément catholique et royaliste très attachée à la branche aînée des Bourbons, il reste fidèle à cet engagement. Par crainte des désordres sociaux, il accepte sans enthousiasme le Second Empire et se tient à l'écart de l'action politique. Sous la Troisième République, son militantisme religieux et politique s'affirme : en 1871 il fonde un quotidien légitimiste « Le Citoyen », en 1873 il anime le Comité royaliste des Bouches-du-Rhône. Il préside le Comité de défense des intérêts catholiques. Son dévouement et sa charité mêlés d'un certain paternalisme sont bien connus dans la ville.
Son opposition déclarée aux régimes successifs que la France connaît depuis 1830 explique qu'il se soit toujours opposé à ce qu'on lui décerne la légion d'Honneur. Le 3 septembre 1883, il est au premier rang de l'assistance de la messe célébré en l'église Saint-Joseph à l'occasion des funérailles du « comte de Chambord ».

### Décès
À sa mort survenue le 9 mai 1901, ses obsèques se déroulent sans ostentation : la somme ainsi économisée est distribuée aux pauvres conformément à sa volonté. Il est enterré non pas au cimetière Saint-Pierre où reposent de nombreux bourgeois marseillais, mais à Grane, commune de la Drôme, près du château de sa mère où il aimait passer l'été.